# Mykola Mussijenko
Mykola Mussijenko (ukrainisch Микола Мусієнко, engl. Transkription Mykola Musiyenko, auch russisch Николай Мусиенко - Nikolai Mussijenko – Nikolay Musiyenko; * 16. Dezember 1959) ist ein ehemaliger ukrainischer Dreispringer, der für die die Sowjetunion startete.
Bei den Leichtathletik-Halleneuropameisterschaften gewann er 1982 in Athen Bronze und 1983 in Budapest Gold. 1986 wurde er Sechster bei den Leichtathletik-Europameisterschaften in Stuttgart. Zwei weitere Medaillen folgten bei den Halleneuropameisterschaften: 1987 in Liévin errang er Bronze, 1989 in Den Haag Gold.
1982 und 1986 wurde er sowjetischer Hallenmeister.

## Persönliche Bestleistungen
- Dreisprung: 17,78 m, 7. Juni 1986, Leningrad
  - Halle: 17,39 m, 25. Januar 1987, Kiew